# Ikosaedertal
Ikosaedertal är en sorts figurtal som representerar en ikosaeder. Det n:te ikosaedertalet ges av formeln:
{\displaystyle {n(5n^{2}-5n+2) \over 2}}
De första ikosaedertalen är:
1, 12, 48, 124, 255, 456, 742, 1128, 1629, 2260, 3036, 3972, 5083, … (talföljd A006564 i OEIS)